# 博普雷灣

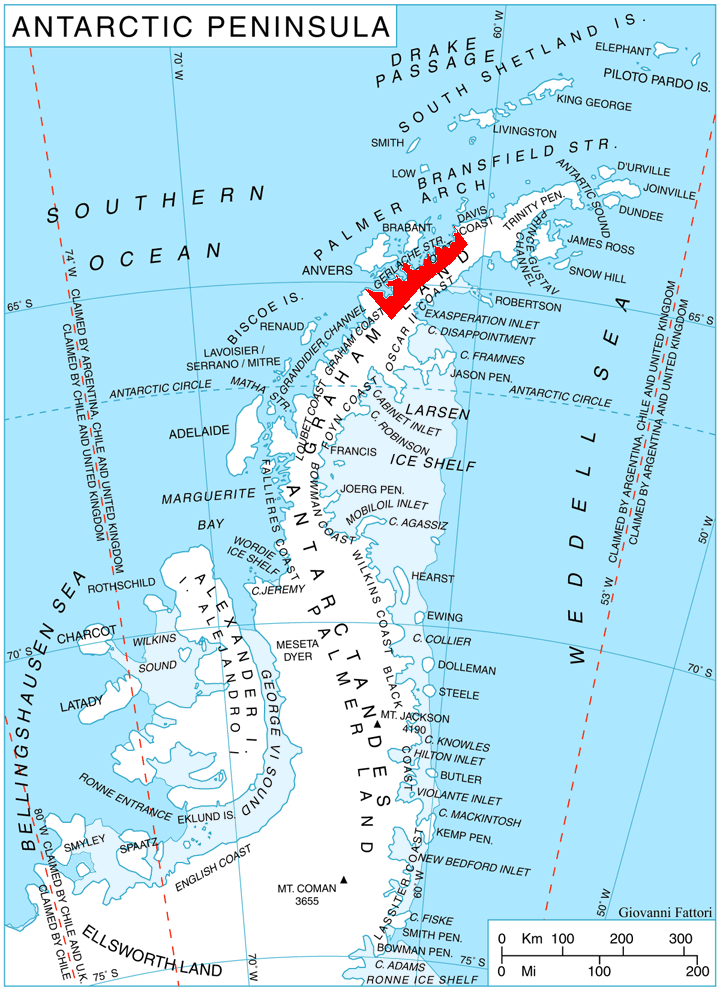

64°42′S 62°22′W / 64.700°S 62.367°W
博普雷灣（英語：Beaupré Cove）是南極洲的山峰，座標64°42′S 62°22′W，位於葛拉漢地的丹科海岸，處於瓊斯角和奧尼爾角之間，寬2公里，由比利時探險隊繪入地圖，現時由南極條約體系管理。